# Robinia pseudoacacia
Robinia pseudoacacia L., in italiano robinia o acacia, è un albero della famiglia delle Fabacee, dette anche Leguminose, originario dell'America del Nord e largamente naturalizzato in Europa e in altri continenti.
È coltivata in viali, parchi e giardini come specie ornamentale ed è un'importante pianta mellifera: da essa si ottiene il miele di acacia.

## Descrizione
L'acacia è una pianta con portamento arboreo (alta fino a 25 metri) o arbustivo; spesso ceduata, ha una forte attività riproduttiva agamica, con polloni che spuntano sia dal colletto, sia dalle radici.
La corteccia è di colore marrone chiaro ed è molto rugosa.
Le foglie sono composte, imparipennate, alterne, lunghe fino a 30-35 cm, con 11-21 foglioline ovate a margine intero, di colore verde pallido, glabre, lunghe fino a 6 cm e con apice esile. Le foglioline che compongono la foglia composta sono aperte di giorno, mentre la notte tendono a chiudersi sovrapponendosi.
I fiori sono bianchi o bianco-crema, lunghi circa 2 cm con l'aspetto tipico di quelli delle leguminose. Sono riuniti in grappoli pendenti ed hanno profumo molto gradevole, che si diffonde a centinaia di metri di distanza. La fioritura avviene in Italia tra la fine di aprile e le prime settimane di maggio.
I frutti sono baccelli, prima verdi e poi marroni, lunghi circa 10 cm, deiscenti a maturità.
I rami sono caratterizzati dalla presenza di numerose spine, lunghe e solide sui rami più giovani. Nelle varietà ornamentali le spine possono mancare parzialmente o del tutto.

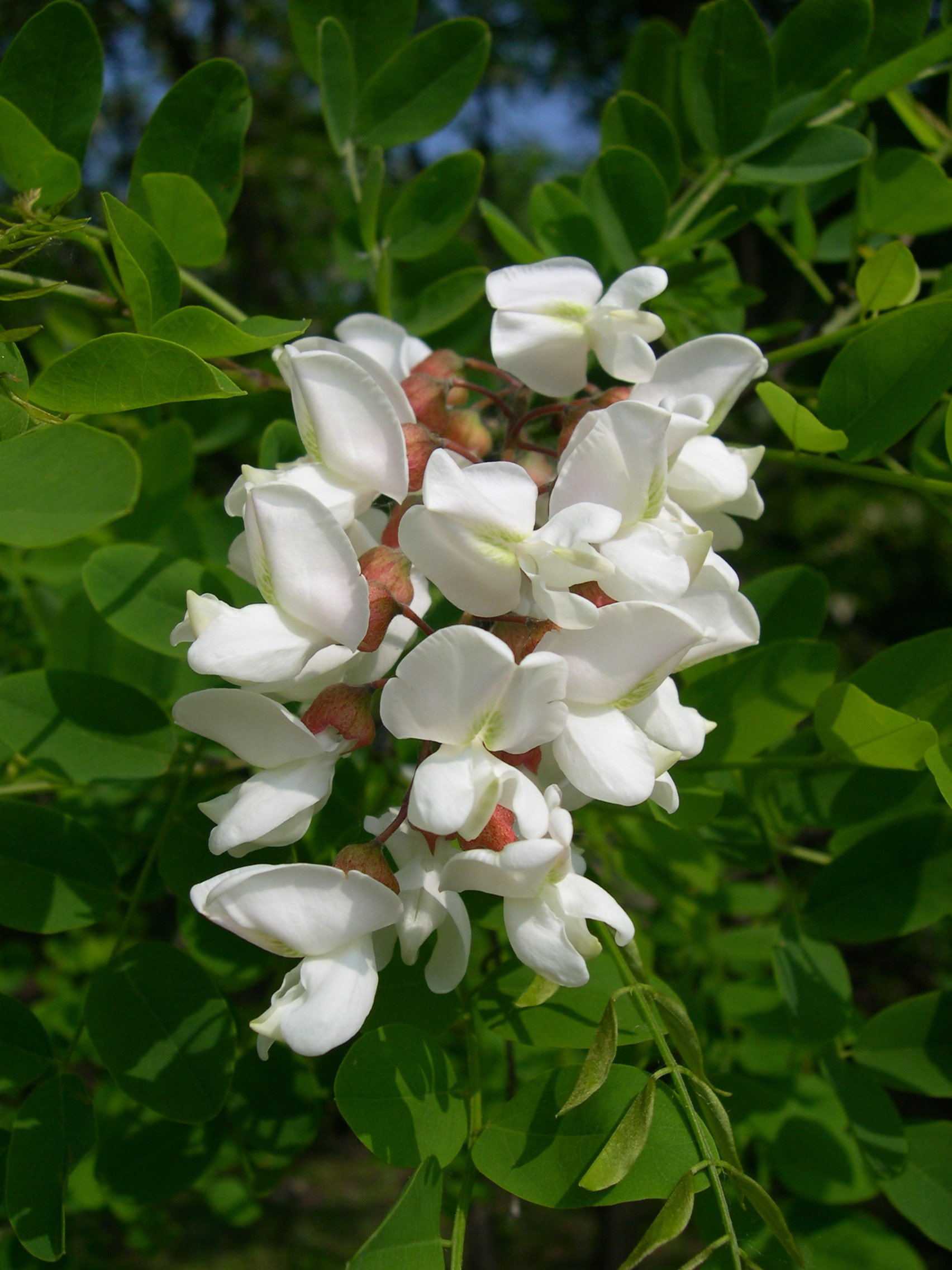
I fiori, riuniti in infiorescenze a grappolo.

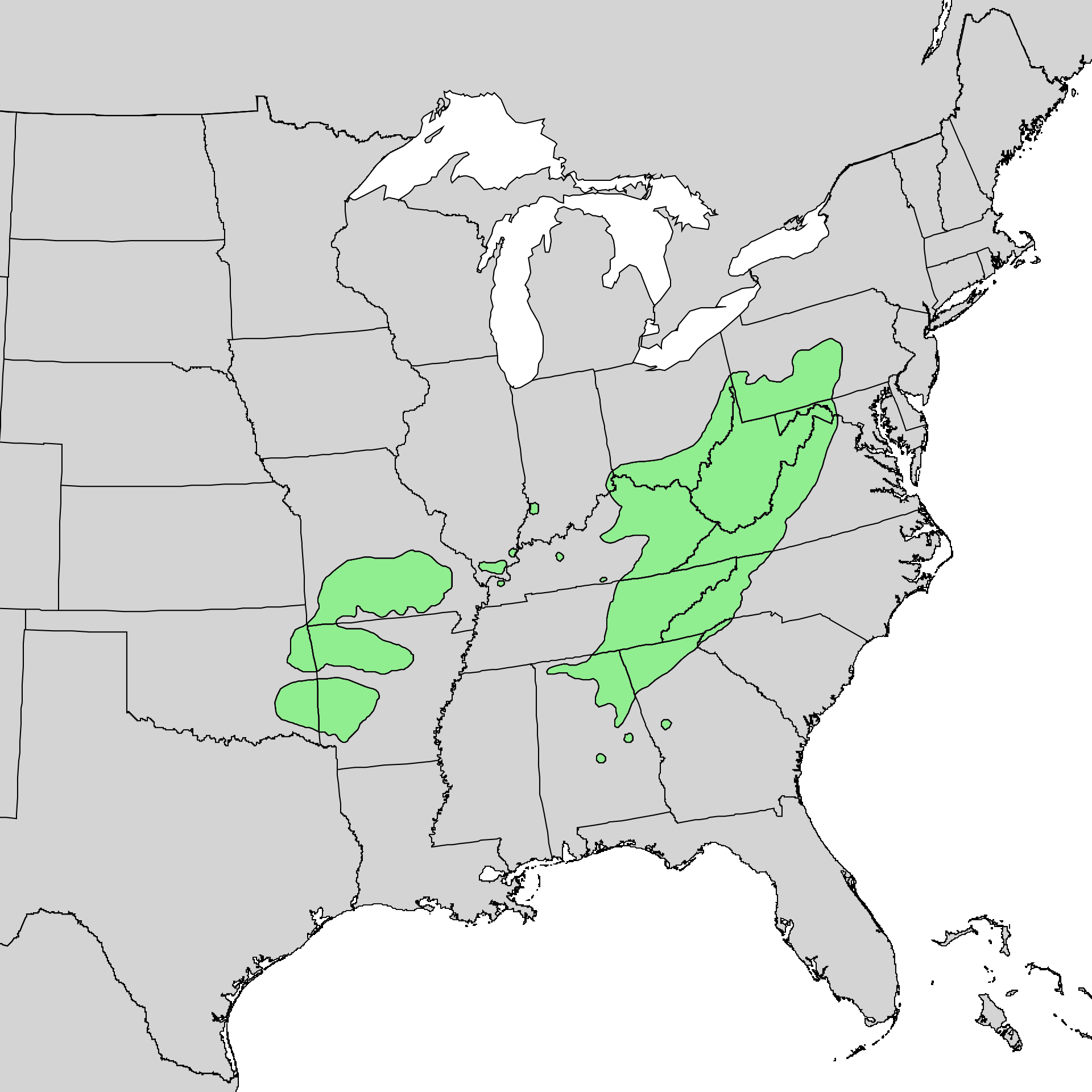
Distribuzione originaria dell'acacia

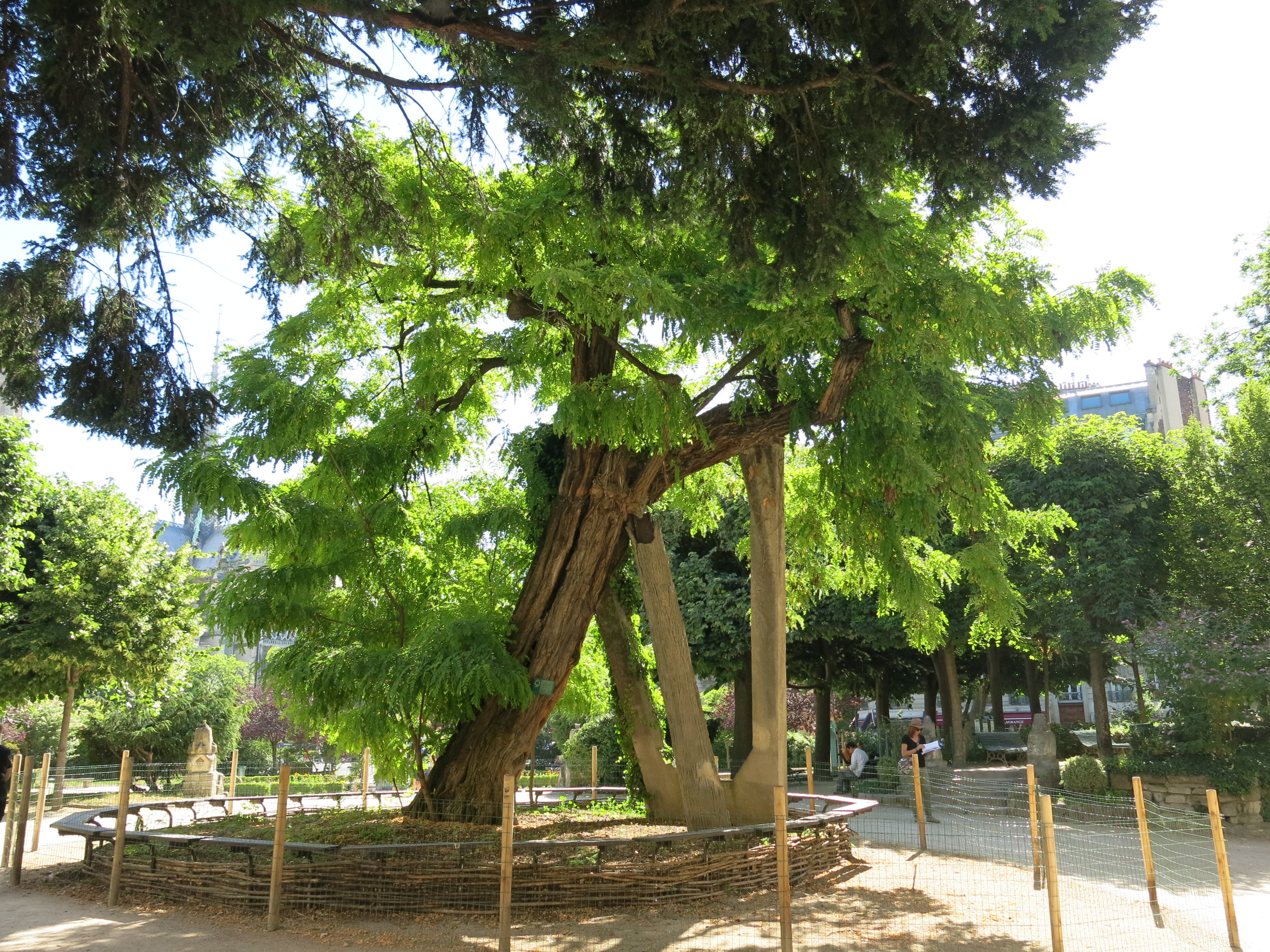
Il più antico albero di acacia ancora esistente a Parigi, piantato nel 1601 da Jean Robin in Place René Viviani. È l'albero più antico di Parigi, nonché il più antico esemplare di acacia d'Europa. È sostenuto da tre pilastri in cemento, visibili nella foto.

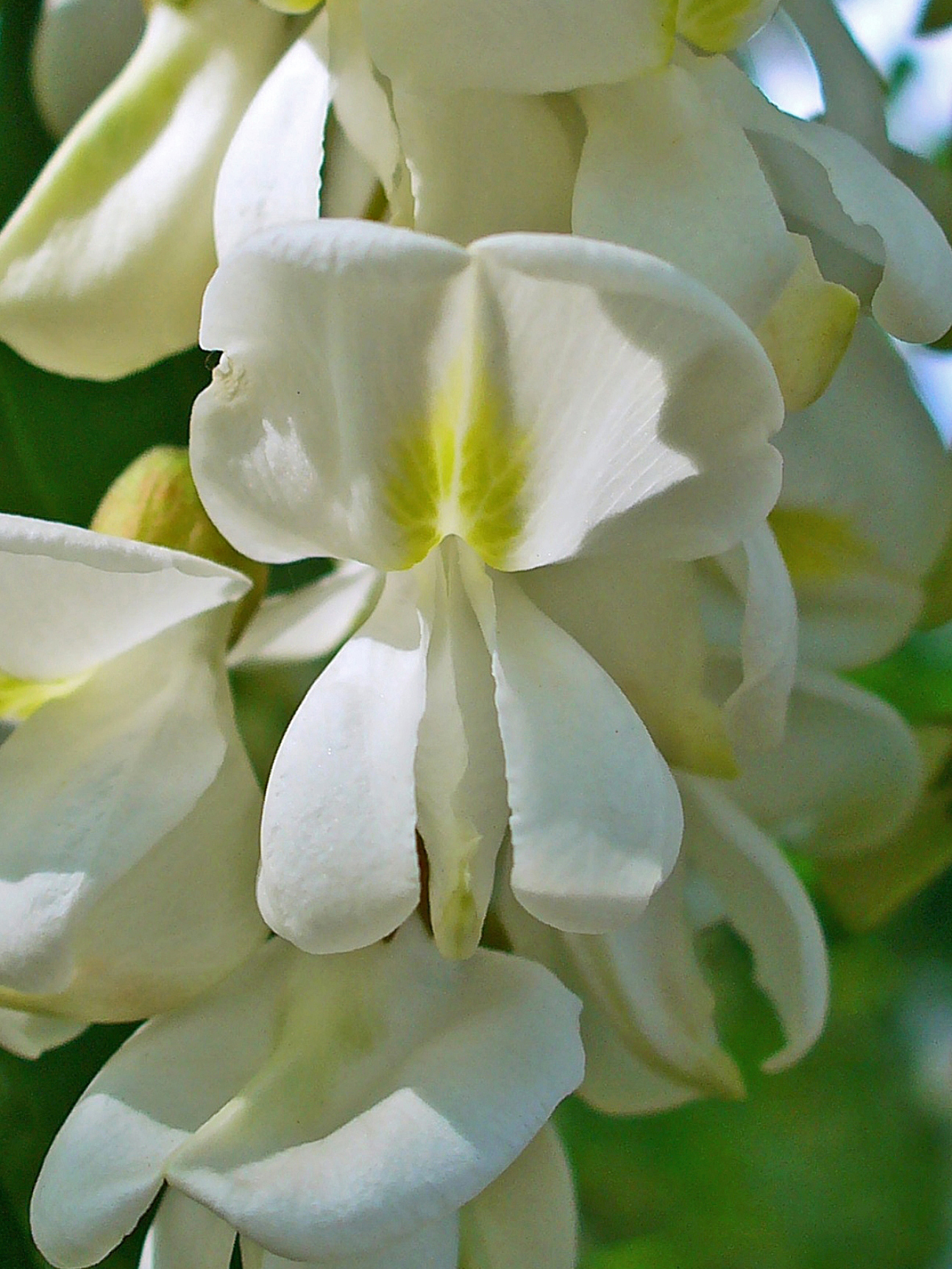
Particolare di un fiore.

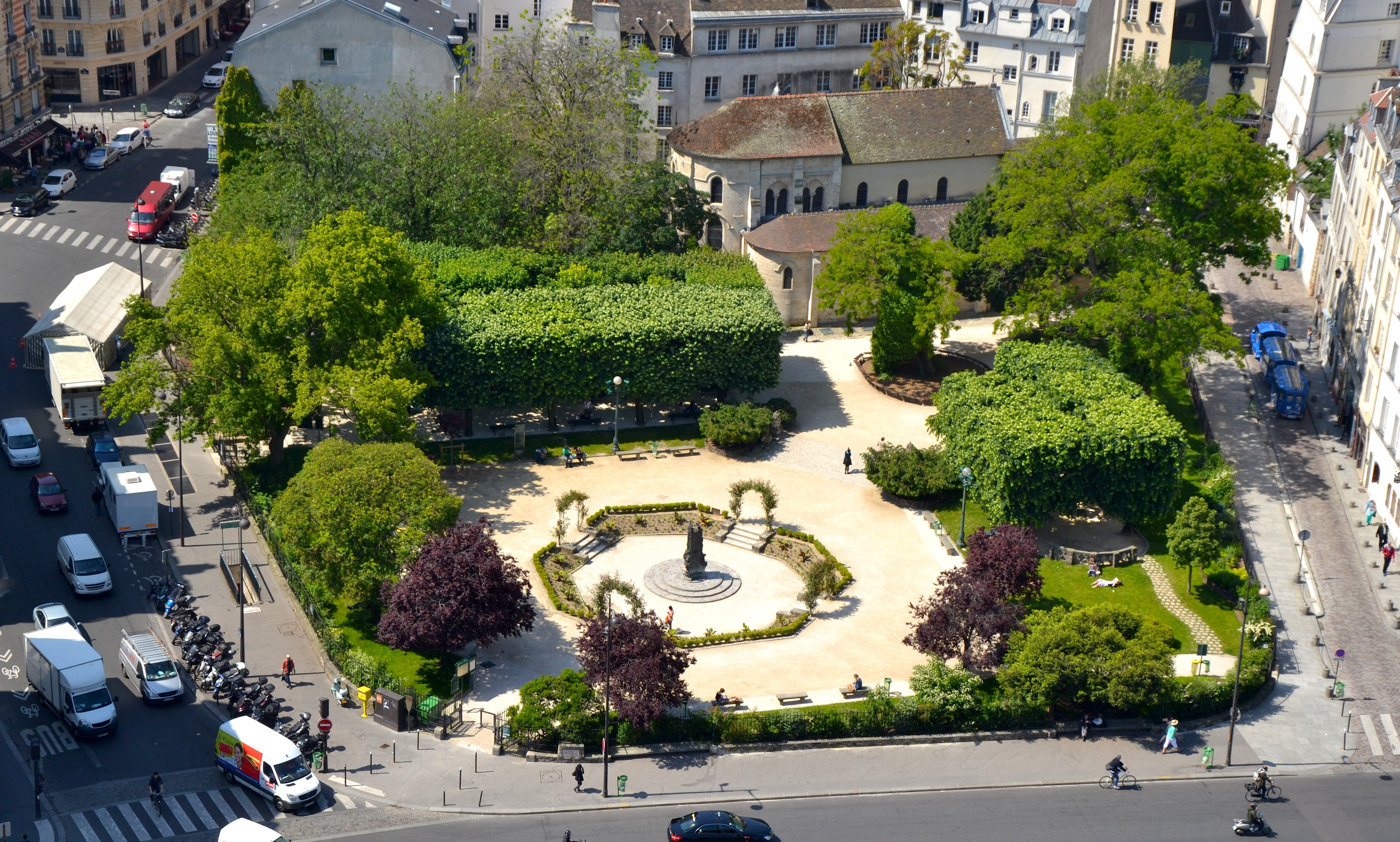
Parigi, Place René Viviani, dove vive il più antico esemplare di acacia d'Europa, visibile nell'angolo in alto a sinistra, nei pressi della chiesa di Saint-Julien-le-Pauvre. Foto scattata dal campanile meridionale della cattedrale di Notre Dame.

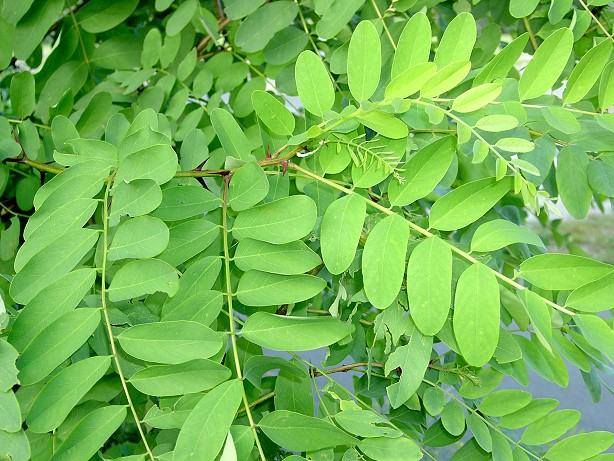
Le foglie composte.

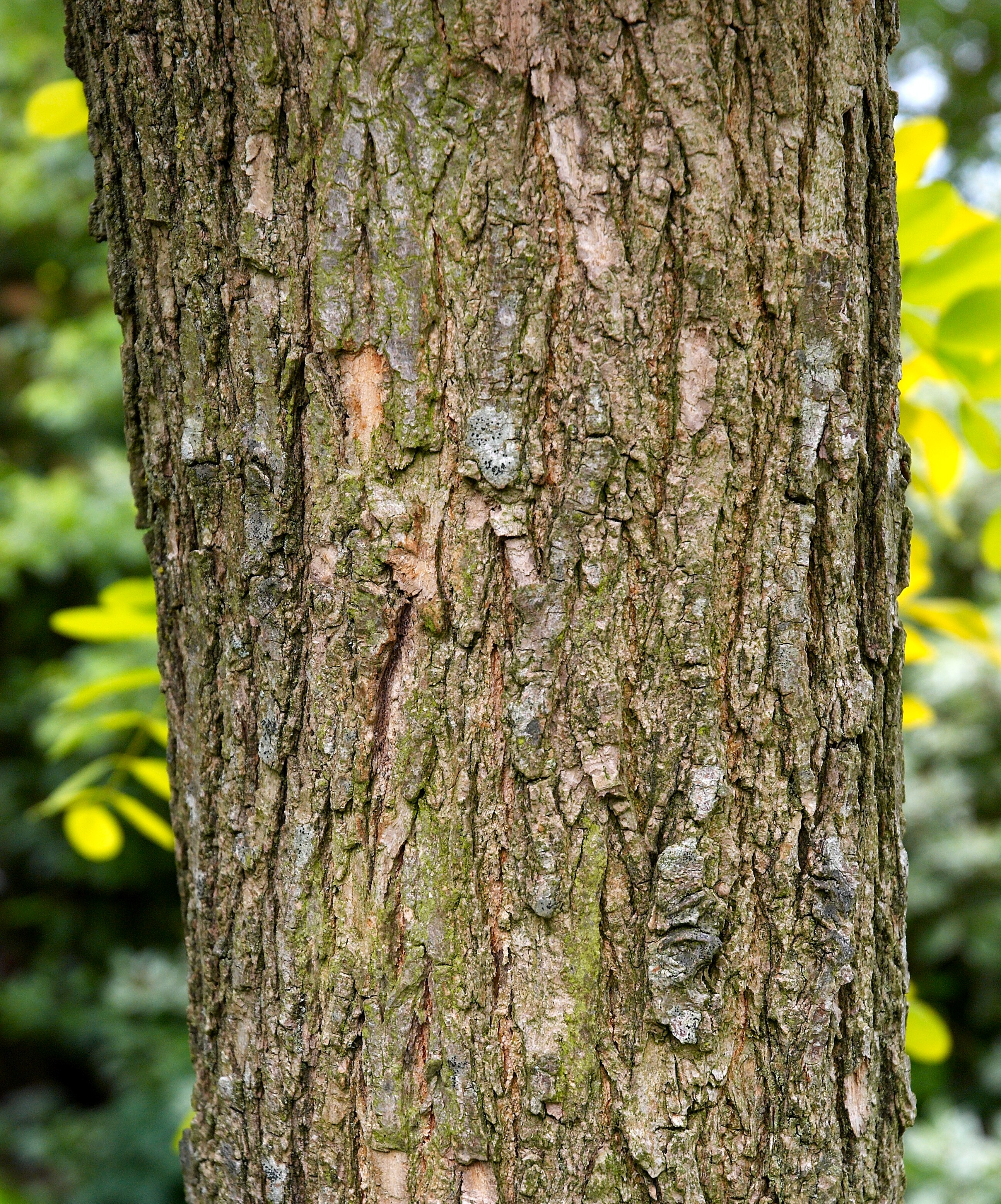
Particolare della corteccia.

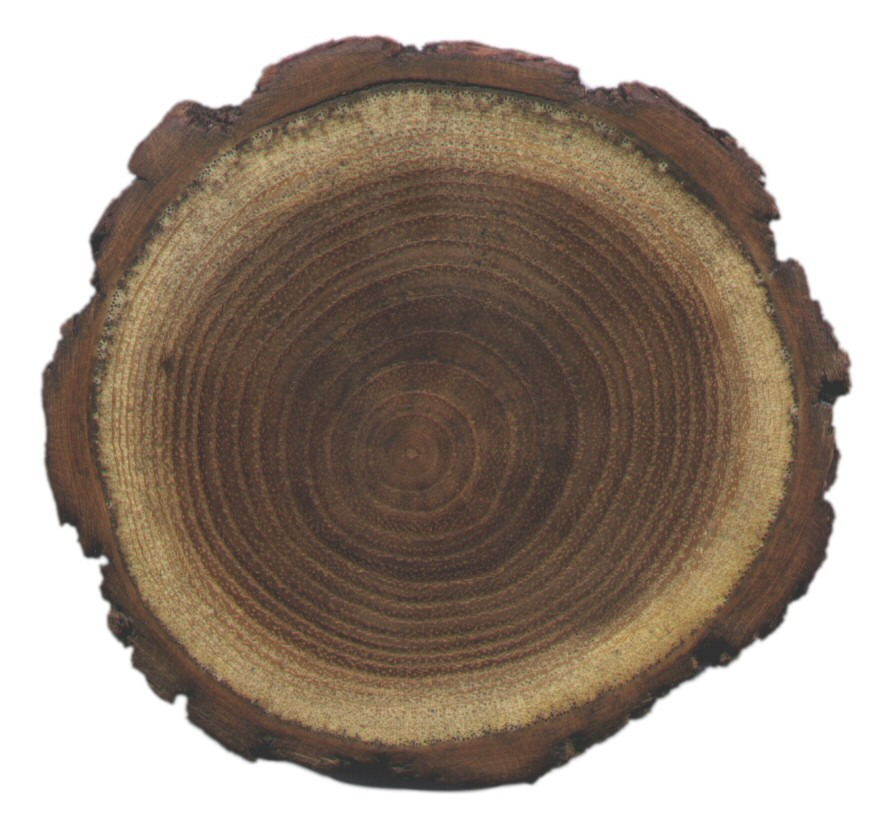
Sezione trasversale. Da notare come nella robinia sia ben distinguibile l'alburno (chiaro) dal durame (scuro).

## Distribuzione e habitat

### Areale originario
La specie è originaria dell'America del Nord, precisamente della zona degli Appalachi, dove forma boschi puri.

### Arrivo in Europa: il più antico albero di Parigi
Sono più di quattrocento anni che l'acacia è presente in Europa: fu importata dall'America del Nord nel 1601 da Jean Robin, farmacista e botanico del re di Francia Enrico IV. L'introduzione avvenne attraverso semi provenienti dagli Appalachi della Virginia, consegnati a Robin dal botanico inglese John Tradescant il Vecchio.
Nel 1601 Jean Robin aveva piantato un esemplare di acacia a Parigi, nell'attuale Place René Viviani, sulla Rive gauche, nei pressi della chiesa di Saint-Julien-le-Pauvre; esso è ancora esistente, anche se danneggiato dai bombardamenti della Prima guerra mondiale, che rovinarono la parte più alta della chioma, e successivamente anche da un fulmine, che ha colpito il tronco. Per questo motivo è stato necessario sostenerlo con tre pilastri in cemento. Ciononostante è vigoroso e continua a fiorire ogni primavera, da oltre quattrocento anni. Dei più di 370.000 alberi dei viali e parchi parigini quest'esemplare è comunemente considerato il più antico, oltre ad essere l'acacia più longeva d'Europa. È presente nell'elenco ufficiale degli "alberi notevoli di Francia" (Arbres remarquables de France) ed ha una circonferenza di circa 3,90 metri.
Nello stesso anno, Jean Robin piantò un altro esemplare di acacia nel suo giardino, sempre a Parigi, in Place Dauphine. Ora quest'albero non è più esistente, ma suo figlio Vespasien Robin, nel 1636, ne trapiantò un pollone al Jardin des Plantes, l'orto botanico di Parigi, allora noto come Jardin du Roi. Da quell'esemplare nacquero vari polloni, ora alberi, ancora esistenti e considerati una delle attrazioni dell'orto botanico parigino, anche perché l'acacia è normalmente una specie poco longeva al di fuori del suo areale.
C'è chi sostiene che il primo esemplare piantato a Parigi sia quello del Jardin des Plantes e non l'albero di piazza Viviani
Linneo, il grande naturalista a cui si devono i nomi scientifici di migliaia di piante, vide questo esemplare e denominò la specie Robinia pseudoacacia, istituendo il genere Robinia, il cui nome fu coniato per ricordare quello di Jean Robin, che aveva introdotto l'albero in Europa.

### Distribuzione nel vecchio continente
Dopo l'arrivo nel vecchio continente si diffuse spontaneamente negli ambienti più disparati, ed è ora naturalizzata in gran parte dell'Europa centrale, dal sud dell'Inghilterra e della Svezia, fino alla Grecia, Spagna e Cipro. È particolarmente diffusa in Francia, Germania, Paesi Bassi, Belgio, Lussemburgo, Svizzera, Austria, Ungheria, Italia, Slovenia. È naturalizzata anche in Turchia e Israele, nonché in Australia e Nuova Zelanda. Viene diffusamente coltivata in piantagioni da legno in vari paesi europei (Ungheria: 270.000 ettari; Francia: 100.000 ettari) ed extraeuropei (Cina: 1 milione di ettari; Corea del Sud: 270.000 ettari). È diffusa anche in Africa.

### Introduzione in Italia
In Italia la robinia è stata introdotta nel 1662 nell'Orto botanico di Padova, ossia appena sessanta anni dopo la sua introduzione in Europa per opera del botanico del re di Francia Enrico IV, Jean Robin. Da questo esemplare, nel 1750 furono tratti i semi utilizzati per introdurre la specie in Germania, secondo le intenzioni dell'imperatrice Maria Teresa d'Austria. Nell'Italia nord-occidentale giunse nel 1785, quando una robinia fu piantumata all'interno dell'Orto Botanico di Pavia. Nel 1788, un esemplare derivante da un seme dell'albero padovano fu introdotto nell'orto botanico dell'Arcispedale di Santa Maria Nova di Firenze, successivamente trapiantato in quello del Giardino dei Semplici. Autore di questa introduzione in Toscana fu Ottaviano Targioni-Tozzetti.
L'acacia è ora presente praticamente ovunque, in particolare in Piemonte (dove i boschi puri e misti di robinia coprono una superficie di circa 85.000 ettari), in Lombardia, in Veneto e in Toscana (ove si trovano cedui molto produttivi).

## Ecologia
La robinia o acacia è una pianta eliofila, che non si rinnova facilmente sotto copertura di altri alberi, neanche se parziale; trova l'ottimo nei suoli sciolti e ben drenati, anche poveri di nutrienti ed a reazione subacida, mal si adatta ai terreni molto argillosi. In Italia è presente dal livello del mare fino a circa 1000 m di quota nel centro nord e fino a 1600 m nel meridione.
Come tutte le leguminose, è in simbiosi radicale con microrganismi azotofissatori e quindi arricchisce il suolo di azoto, importante elemento nutriente. Nel complesso, la robinia è una specie pioniera, che al di fuori del suo areale di vegetazione naturale presenta una limitata longevità (60-70 anni) e quindi nelle zone più fertili è specie transitoria che può essere gradualmente sostituita da altre specie più longeve.
Gli oltre tre secoli di presenza in Italia hanno di fatto inserito questa specie in diversi cicli ecologici, essendo la sua diffusione limitata da:
- Eulecanium corni;
- Cossus cossus, il rodilegno rosso
- Parectopa robiniella e Phiylonorycter, che allo stadio larvale sono minatori fogliari;
- Aphis craccivora afide che si trova nelle sue foglie e nei suoi germogli;
- Armillaria mellea, fungo;
- Obolodiplosis robiniae, apparso nel 2003 in Veneto, dittero cecidomide parassita specifico della robinia; nel 2004 questa specie si è diffusa anche in Pianura Padana.

In alcuni ambienti, specie quelli degradati dall'uomo, questa pianta si comporta come specie invasiva; ha un'alta velocità di crescita, soprattutto se ceduata: i ricacci (polloni), che fuoriescono sia dalla ceppaia che dal suo esteso apparato radicale, crescono con rapidità; per questo motivo spesso compete vittoriosamente con specie autoctone di crescita più lenta. Inoltre, la sua estrema adattabilità la fa trovare a suo agio dai litorali ai 1000 metri di quota delle ombrose valli submontane. La conseguenza è la formazione di boschi con una ridotta varietà di specie arboree, un minor numero di esemplari di specie arboree autoctone e una scarsità di flora nemorale e di funghi; in Italia il problema è presente soprattutto in pianura Padana e nelle valli prealpine e appenniniche. Naturalmente, le robinie usate come ornamentali nei centri urbani non costituiscono alcun problema.

## La robinia come risorsa
La rapida diffusione di questa specie è stata inizialmente favorita dall'uomo, che la apprezza non solo per il legno, ma anche come pianta mellifera e come specie ornamentale; ciò a motivo delle sue numerose qualità: la resistenza a condizioni avverse, l'abbondante e profumata fioritura e la velocità di crescita.
La robinia è stata scelta come Albero dell'anno del 2020 in Germania.

### Varietà ornamentali

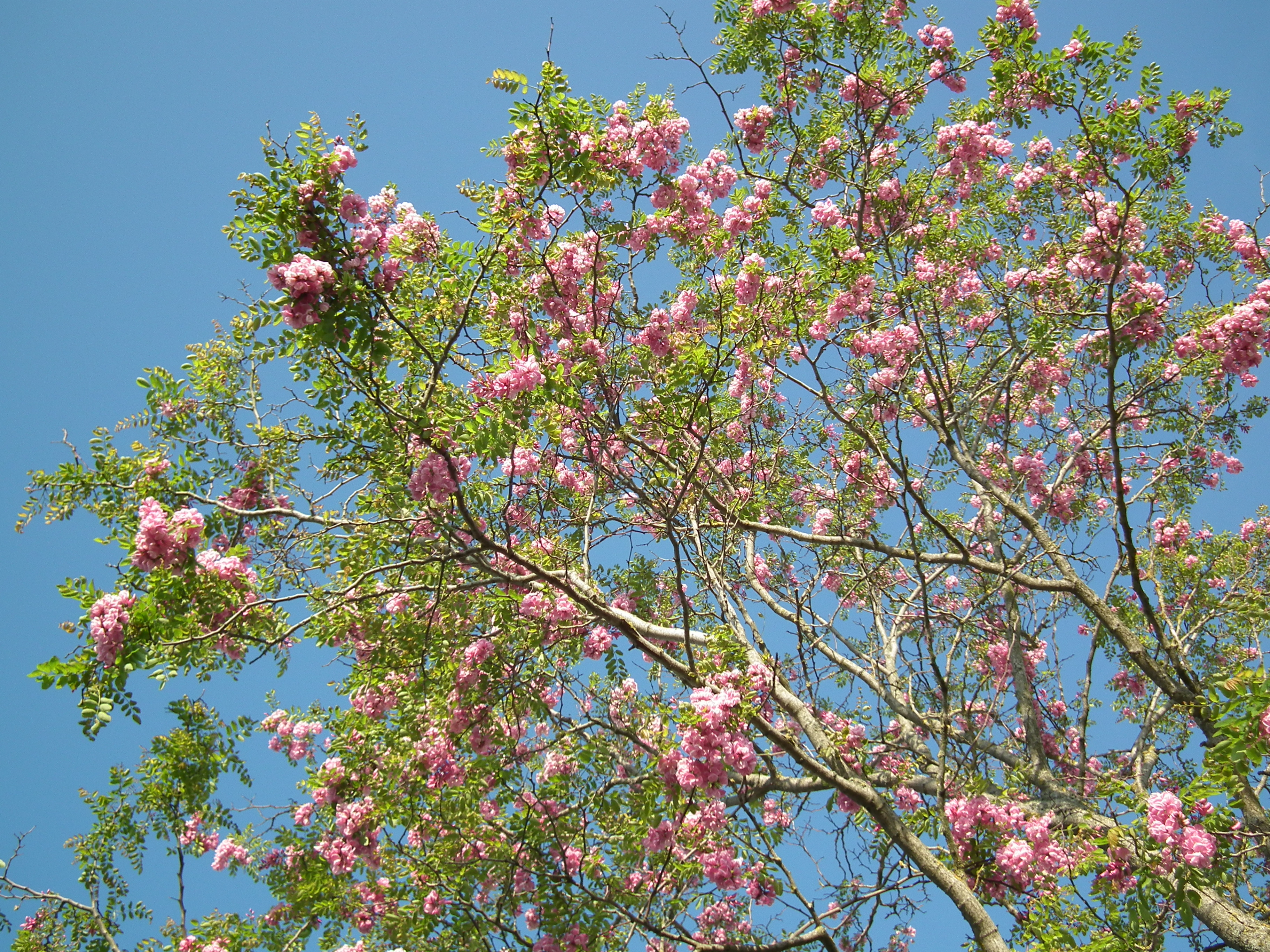
La varietà ornamentale casque rouge

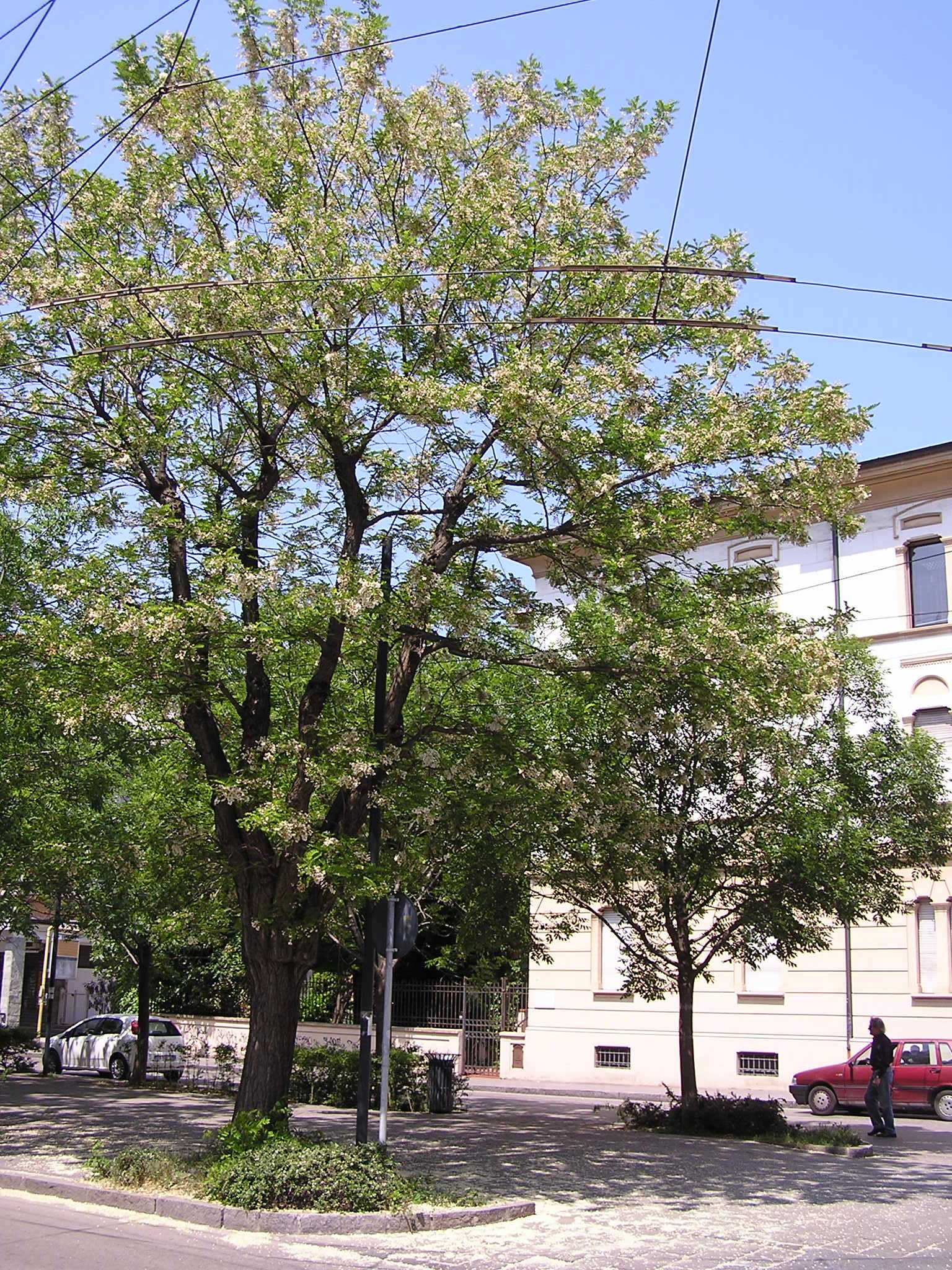
La varietà ornamentale bessoniana

Esistono della robinia numerose varietà ornamentali, caratterizzate dalla particolare forma del fusto e della chioma o dall'assenza di spine, o dall'abbondante e profumata fioritura primaverile e dall'eccezionale resistenza alle condizioni più avverse; si riportano nell'elenco sottostante le più usate nei giardini e nei viali italiani.
- Robinia pseudoacacia var. myrtifolia. Ha le foglie più piccole dell'acacia comune e, al contrario di essa, cresce molto modestamente: l'altezza dopo 10 anni è di soli 4 m.
- Robinia pseudoacacia var. umbraculifera. È una varietà che si distingue nettamente dalle altre per l'ombra fitta e compatta, la forma globosa della chioma e l'assenza di spine; queste caratteristiche la rendono un albero da ombra ideale nei parchi, come indica anche il nome varietale, che significa "portatrice di ombra". La fioritura è scarsa, cosa che rappresenta un vantaggio nei casi in cui si tema una diffusione incontrollata dei semi della specie. La velocità di crescita è ridotta rispetto all'acacia comune: dopo 10 anni l'altezza è di soli 3,50 m.
- Robinia pseudoacacia var. bessoniana. Rispetto alla specie botanica, ha una crescita meno rapida, una fioritura ugualmente abbondante, una spinosità molto ridotta e non ha la tendenza a sviluppare cespugli di polloni alla base del tronco. Queste caratteristiche la fanno preferire nei parchi pubblici e nei viali cittadini. L'altezza dopo 10 anni è di 12 m.[19]. Negli esemplari pluridecennali manifesta un ingrossamento del fusto in corrispondenza dell'innesto, a volte male interpretata come un'infezione micotica e perciò origine di abbattimenti immotivati[20].
- Robinia pseudoacacia var. monophylla. Il nome della varietà deriva dal fatto che la foglia composta ha la fogliolina terminale molto più grande delle altre; viene usata in viali, parchi e giardini per l'assenza di spine e soprattutto per la fioritura eccezionale, ancor più abbondante che nella specie botanica: in primavera l'albero è completamente ricoperto dalle bianche infiorescenze a grappolo.
- Robinia pseudoacacia var. pyramidalis. Sua caratteristica principale è la forma colonnare della chioma, simile a quella del cipresso italico; per questo motivo è ideale nei casi in cui sia necessario avere alberi alti e senza espansione laterale, come in viali contornati da palazzi o nelle siepi frangivento o impiantate per schermare vedute non gradite.
- Robinia pseudoacacia var. semperflorens. Come indica il nome varietale, fiorisce da aprile-maggio fino all'autunno, ma le fioriture successive a quella primaverile non sono così abbondanti.
- Robinia pseudoacacia var. tortuosa. È caratterizzata da rami contorti (come fa capire il nome), cosa che la rende ornamentale anche d'inverno, senza foglie; l'altezza dopo 10 anni è di circa 4-6 metri.
- Robinia pseudoacacia var. frisia. È una varietà a foglie dorate, usata per creare macchie di colore nei parchi.
- Robinia pseudoacacia var. robe purple e Robinia pseudoacacia var. decaisneana. Sono varietà raramente usate in Italia.
- Robinia pseudoacacia var. casque rouge. Questa varietà deriva il nome dai fiori rosso-lilla; i rami non sono spinosi. Raggiunge dimensioni inferiori rispetto alla specie botanica ed è poco resistente al vento e al peso della neve.
- Robinia pseudoacacia var. Georgia da Torino. Questa nuova varietà possiede un’abbondante fioritura profumata di colore rosso-lilla, attrattiva per le api e mellifera, più tardiva di quella della Robinia casque rouge, rami flessibili non spinosi, resistenti al vento e alla neve ed è rapida crescita. Eccellente per giardini, parchi, viali, piazze, parcheggi e per allevamenti di api.

Robinia pseudoacacia var. umbraculifera (acacia da ombra)
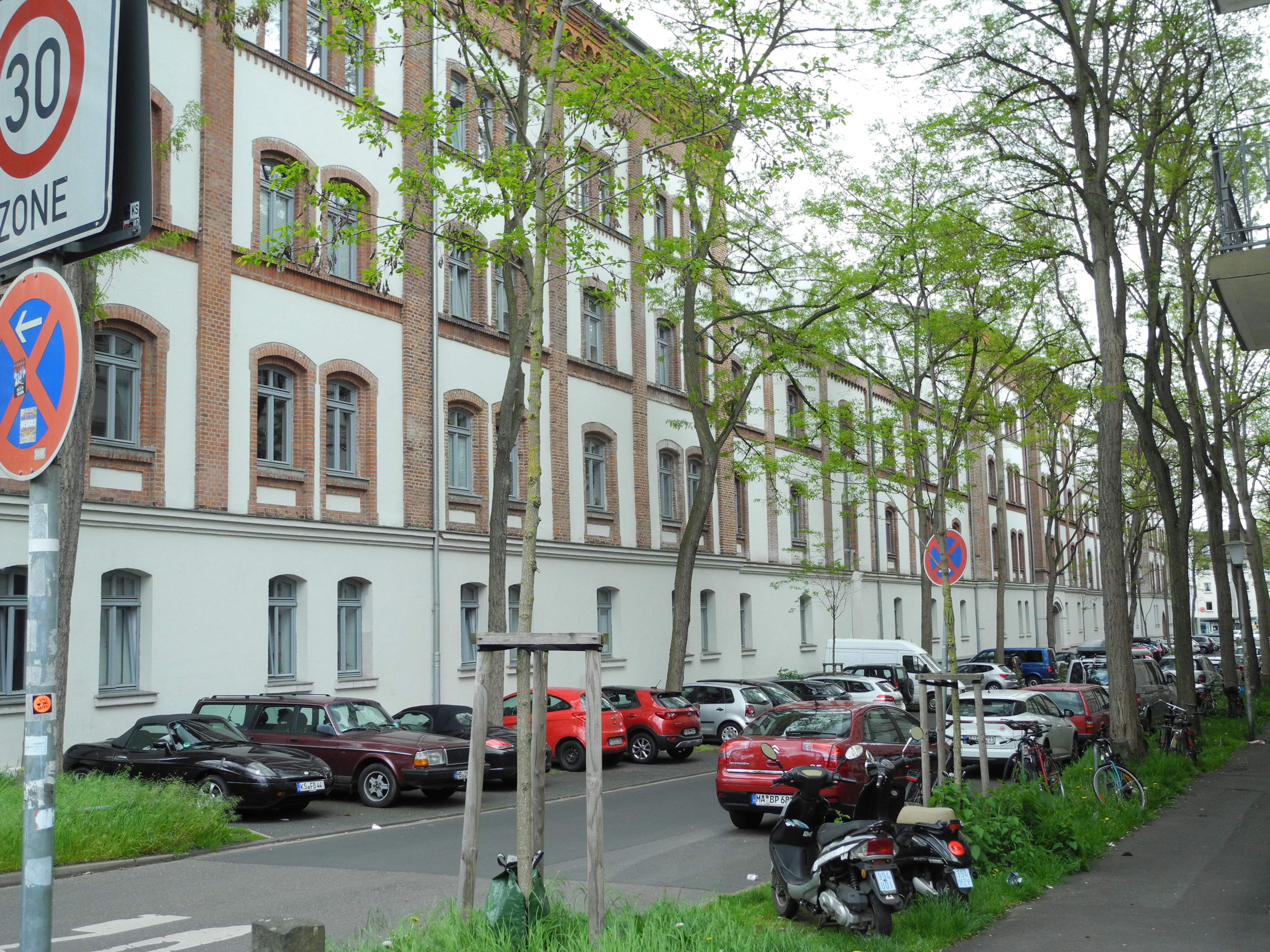
Robinia pseudoacacia var. monophylla
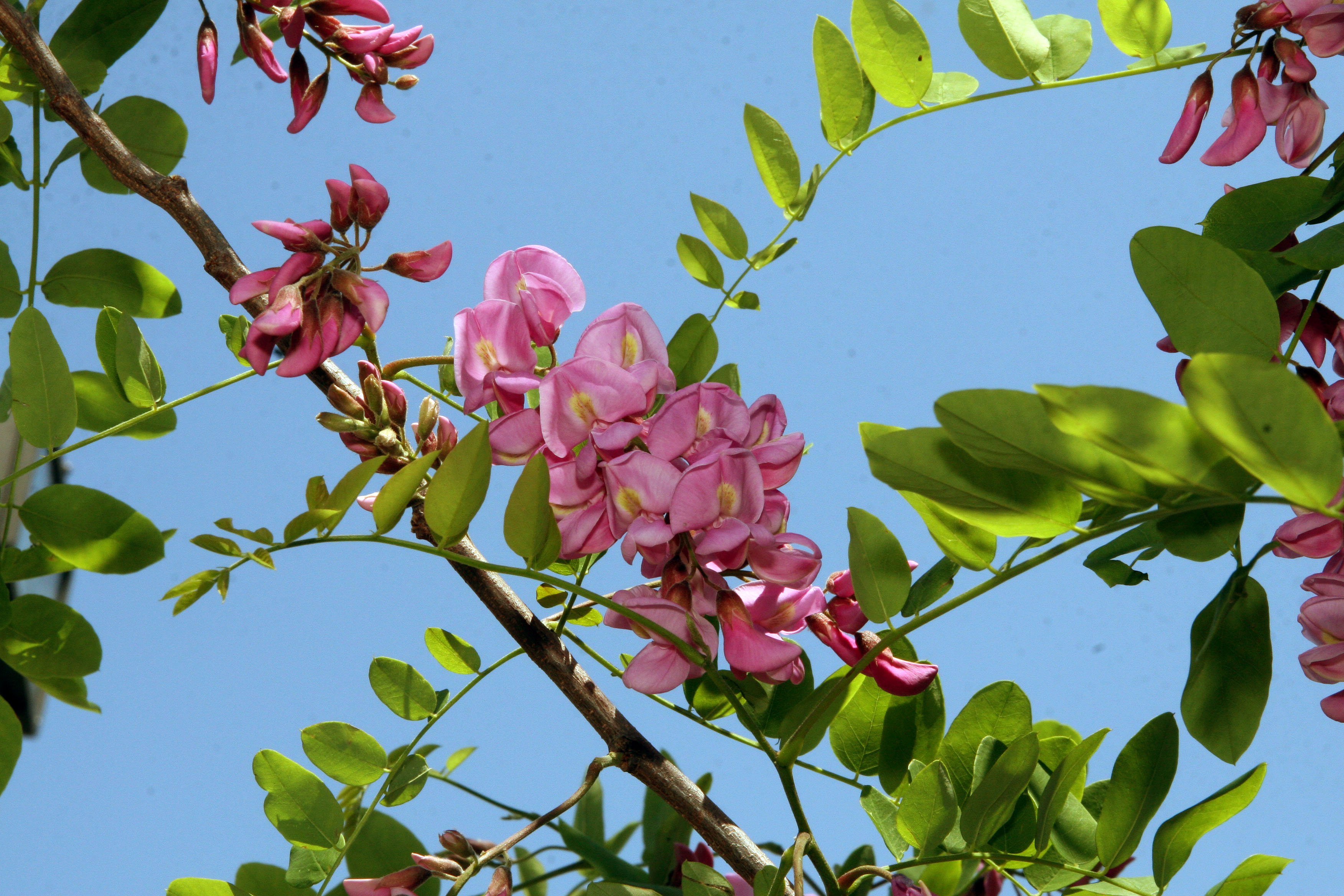
Robinia pseudoacacia var. robe purple
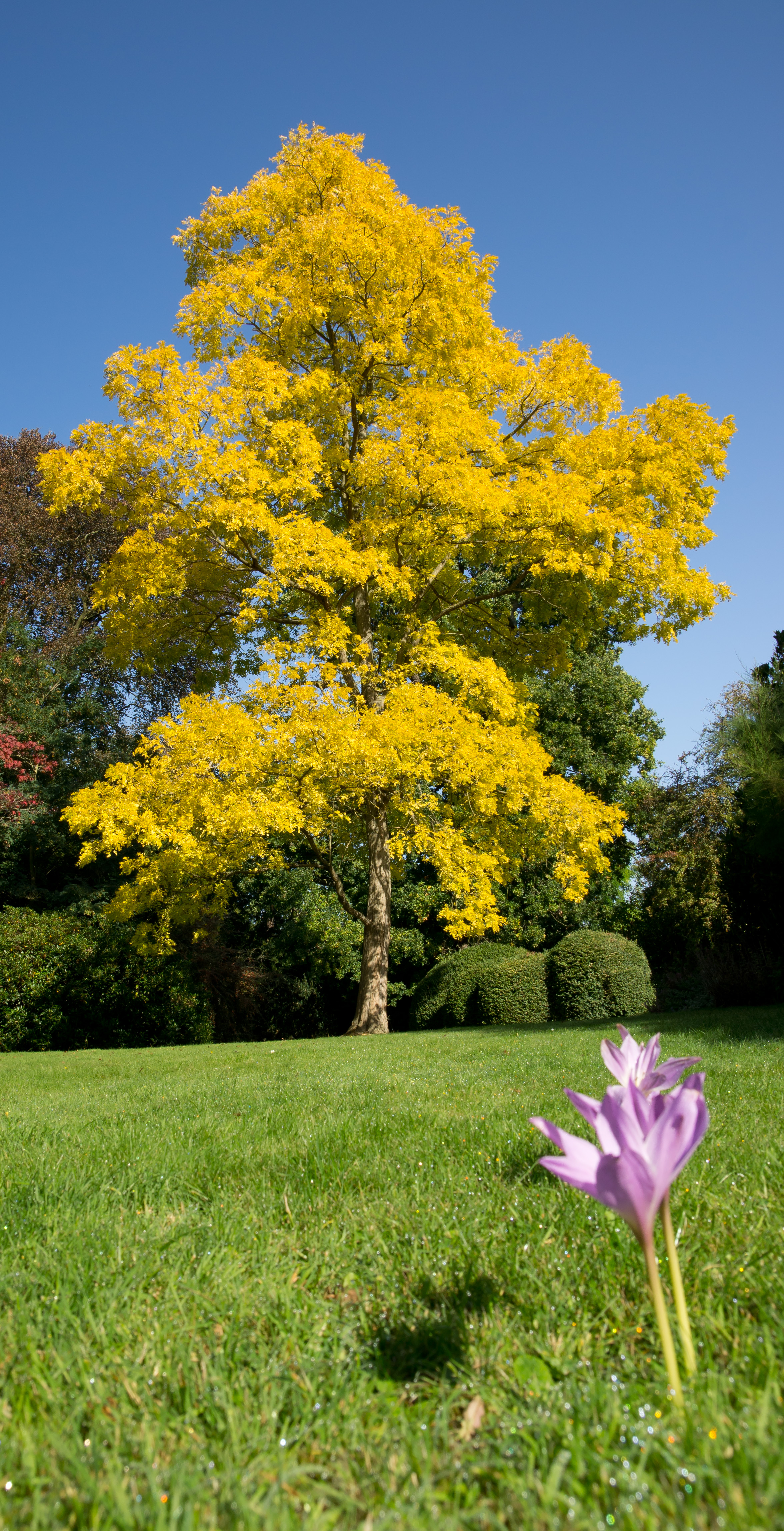
Robinia pseudoacacia var. frisia (in primo piano dei colchici)
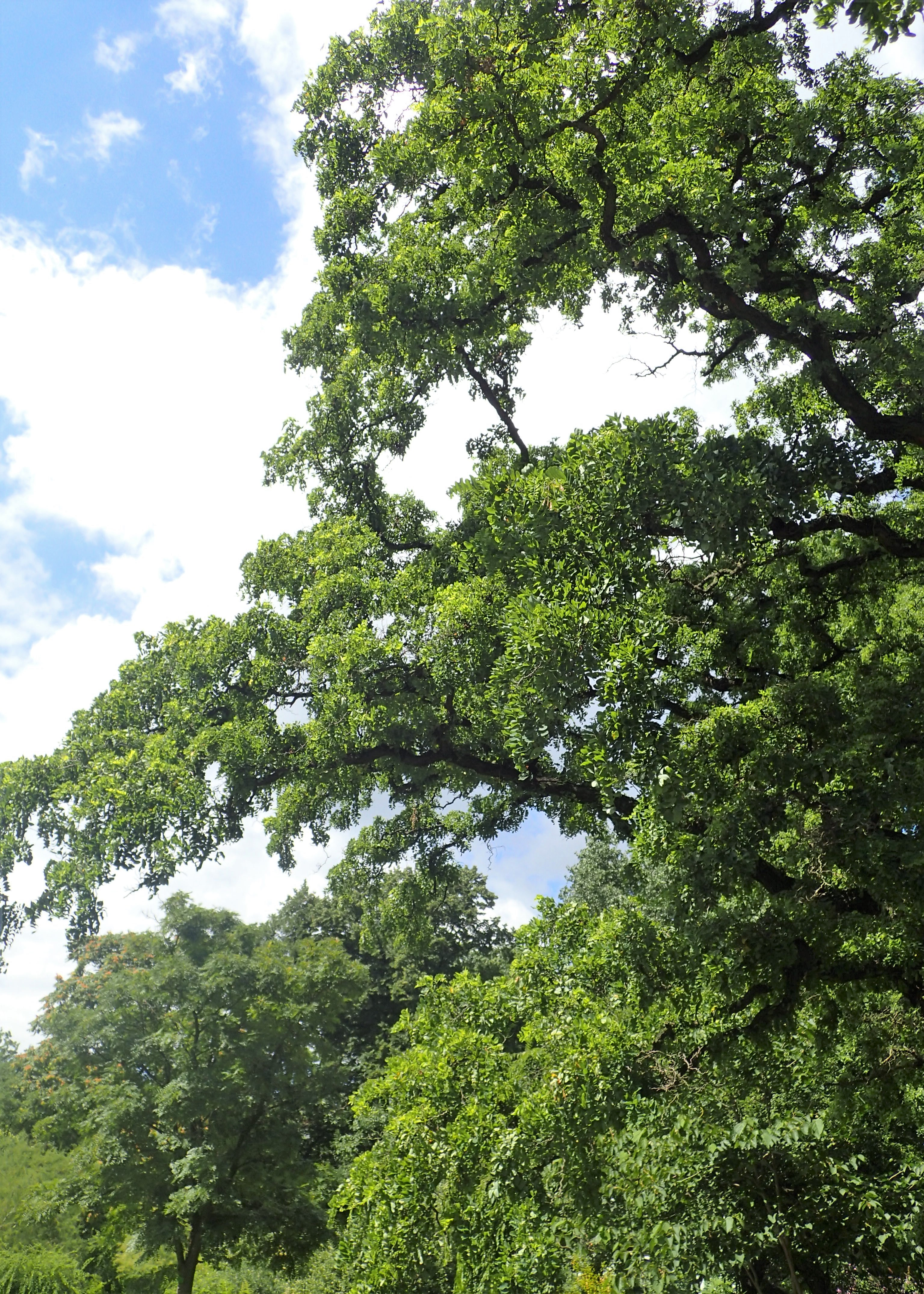
Robinia pseudoacacia var. tortuosa
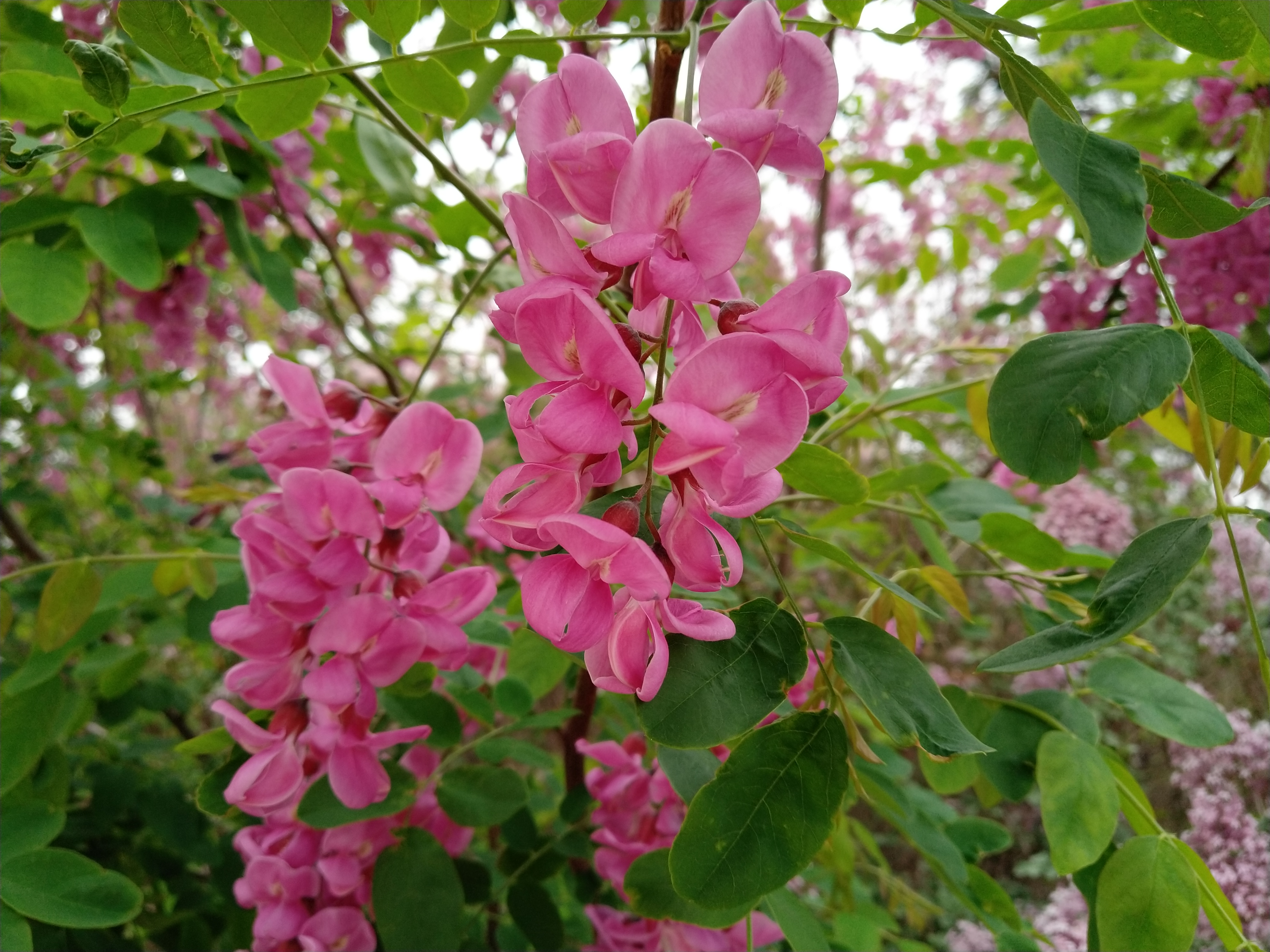
Specie Robinia hispida
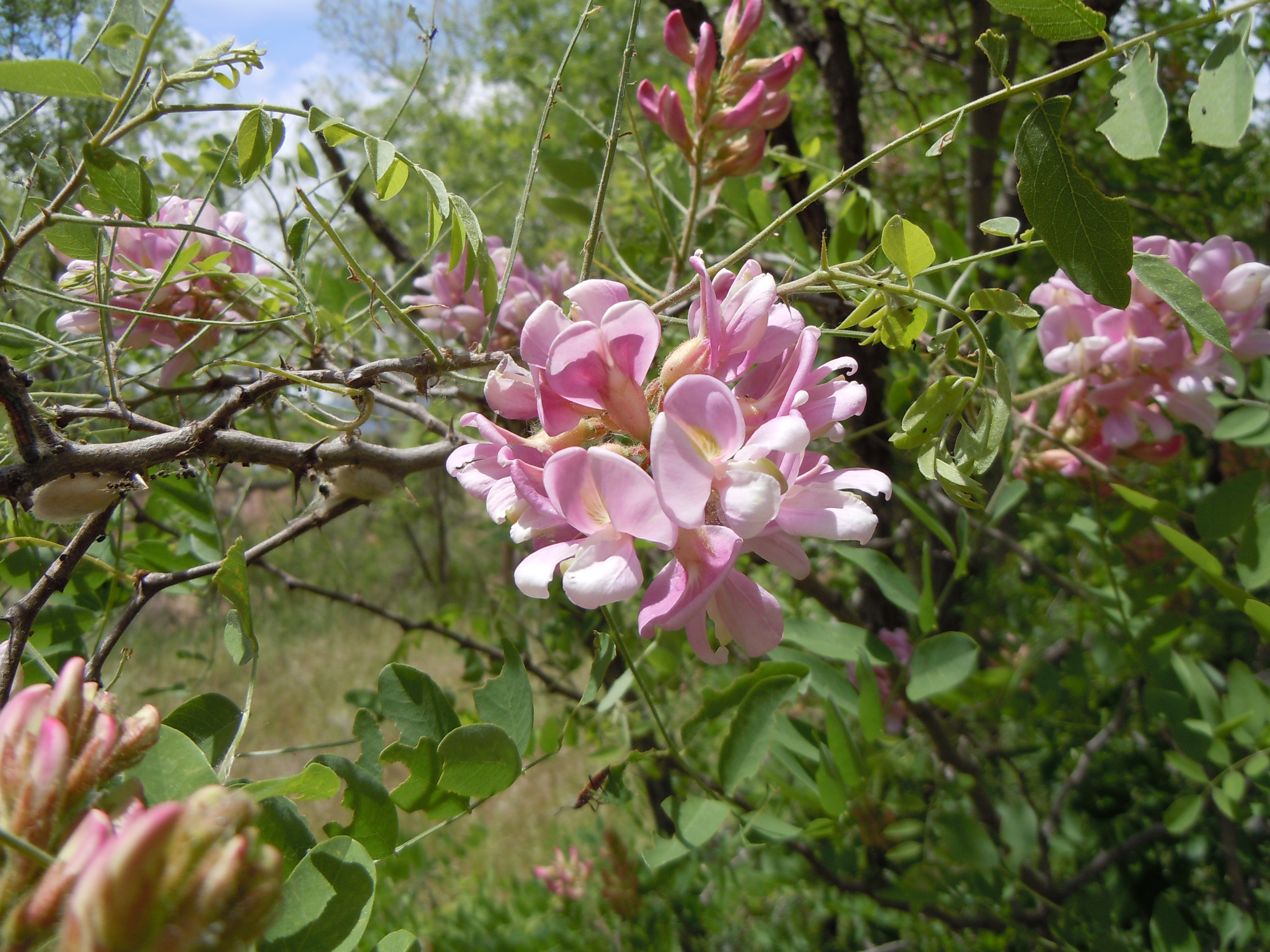
Specie Robinia neomexicana
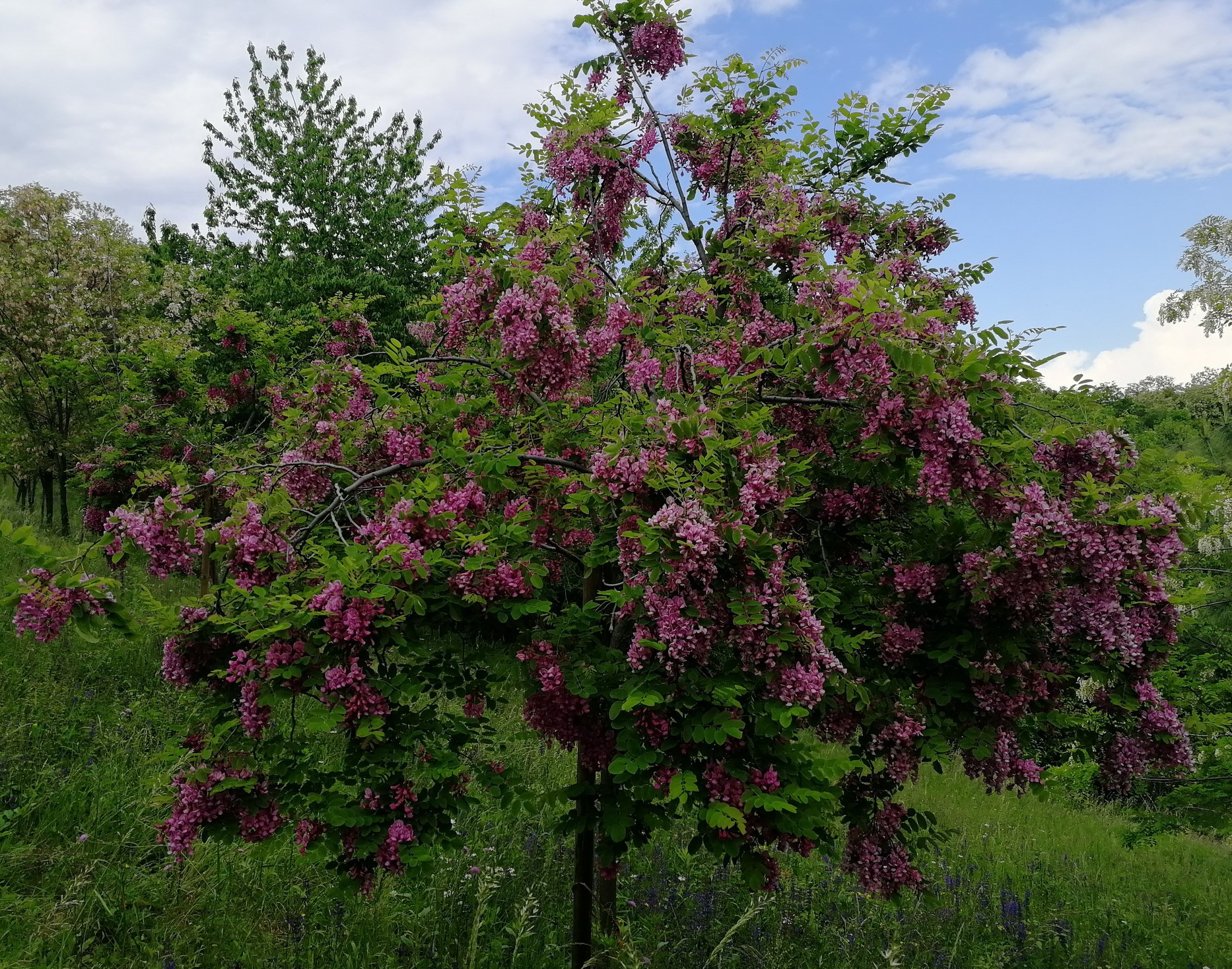
Robinia pseudoacacia var. Georgia da Torino

Alcune robinie con fiori rosa non appartengono alla specie Robinia pseudoacacia, ma sono specie affini: Robinia hispida (Robinia hispida - varietà rosea), un piccolo albero dal portamento poco più che cespuglioso; inoltre abbiamo la Robinia neomexicana. Quest'ultima specie è presente in alcune zone dell'Italia settentrionale, dove a volte è naturalizzata, come al Lido di Venezia.

### Apicoltura - il miele d'acacia

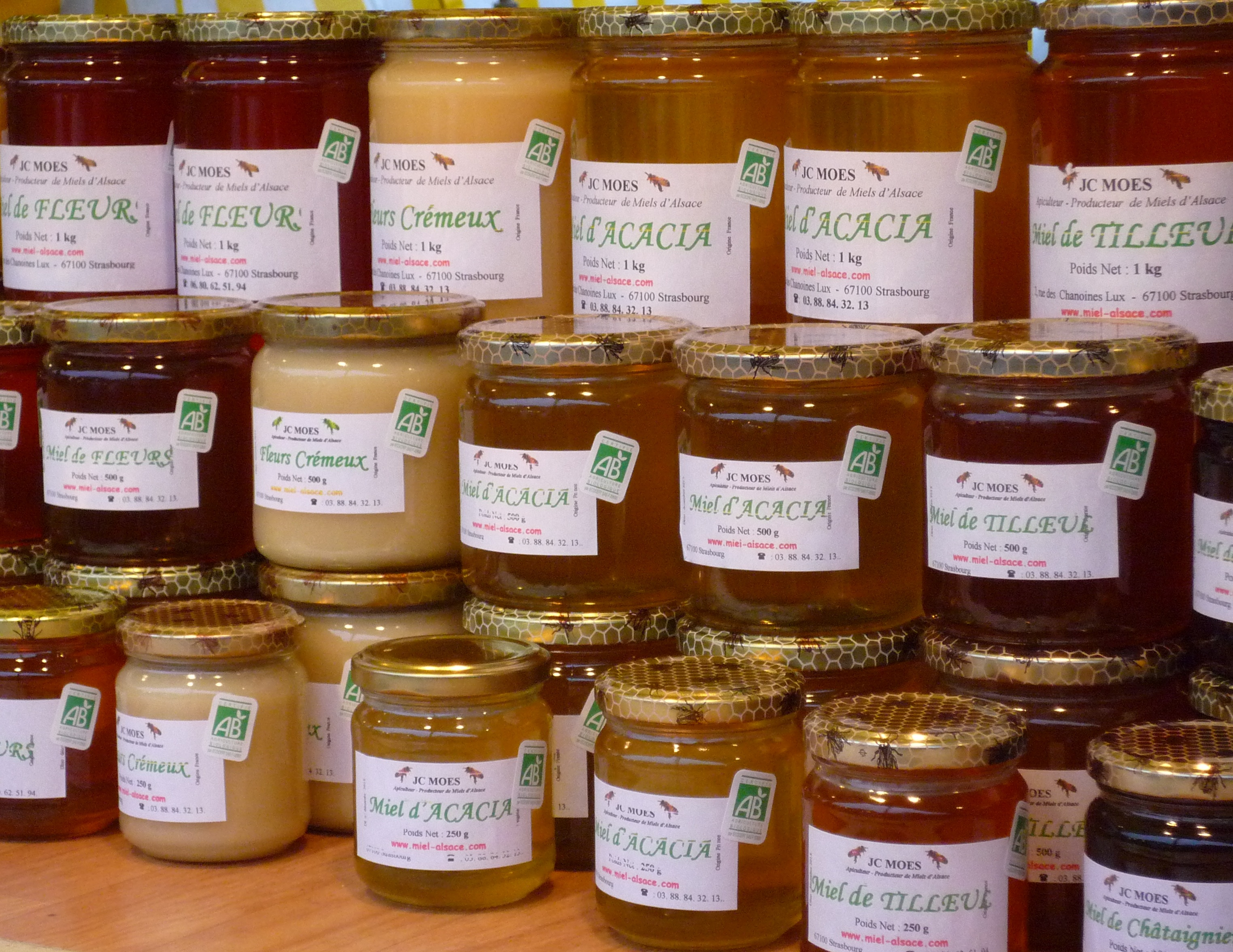
Il miele d'acacia si distingue perché chiaro, liquido e trasparente

L'acacia è una pianta altamente nettarifera ed ha una grande importanza nell'apicoltura. Il miele di acacia è senza dubbio tra i più conosciuti ed apprezzati ed è il miele monoflora più diffuso nei punti vendita; la produzione nazionale è del tutto insufficiente a soddisfare le richieste: ogni anno l'Italia deve importarne grandi quantitativi dall'Europa orientale e dalla Cina.
I consumatori preferiscono il miele di acacia soprattutto per dolcificare le bevande, perché non ne altera l'aspetto, il gusto e l'aroma, oltre a sciogliersi molto facilmente. Ciò dipende dalle caratteristiche di questo miele: il colore chiaro, il fatto che rimane liquido indipendentemente dalla temperatura, la bassissima acidità, l'elevato potere dolcificante, l'odore leggero e il delicato sapore floreale. Nessun altro miele monoflora italiano possiede contemporaneamente tutte queste qualità.
È l'alto contenuto in fruttosio che dona al miele di acacia la proprietà di non cristallizzare e di dolcificare intensamente. Ha un basso contenuto di sali minerali e di enzimi, ma in compenso contiene grandi quantità di crisina, flavonoide antinfiammatorio e con potere antiossidante paragonabile a quello delle vitamine; tra i flavonoidi, la crisina ha la più efficace azione antitumorale, paragonabile a quella dei farmaci di sintesi, sui quali ha il vantaggio di ridotti effetti collaterali.

### Lotta contro la desertificazione
Per la sua capacità di prosperare anche in condizioni che sarebbero avverse per altri alberi, l'acacia viene utilizzata per il rimboschimento delle aree rimaste senza copertura vegetale in seguito a errate pratiche di gestione del suolo, come il diradamento del bosco, il suo abbattimento e la messa a coltura di aree non adatte, con conseguente dilavamento del terreno fertile ed emersione del substrato roccioso o sabbioso; quando ciò accade, segue, da parte dell'uomo, il forzato abbandono dell'area ormai desertificata.
La messa a dimora di questa specie che resiste alla siccità combatte la desertificazione agendo in vario modo sul suolo:
- ricoprendolo e proteggendolo dall'azione dilavante della pioggia;
- riducendone la temperatura;
- arricchendolo di sostanza organica;
- arricchendolo di azoto grazie agli azotofissatori simbionti delle sue radici

Inoltre l'acacia offre un vantaggio alla popolazione locale, che può approvvigionarsi del suo legname di alta qualità.
Il rimboschimento con acacia consente il ritorno delle colture agricole, ove è possibile, o delle specie forestali autoctone più esigenti, nel caso di terreni non adatti all'agricoltura perché scoscesi o troppo superficiali.
L'uso dell'acacia per combattere la desertificazione è diffuso principalmente in Romania (particolarmente in Oltenia) e in Iran. In diversi anni di sperimentazione, l'acacia ha dimostrato una buona capacità di riabilitare le aree degradate di questi paesi.

### Altri usi

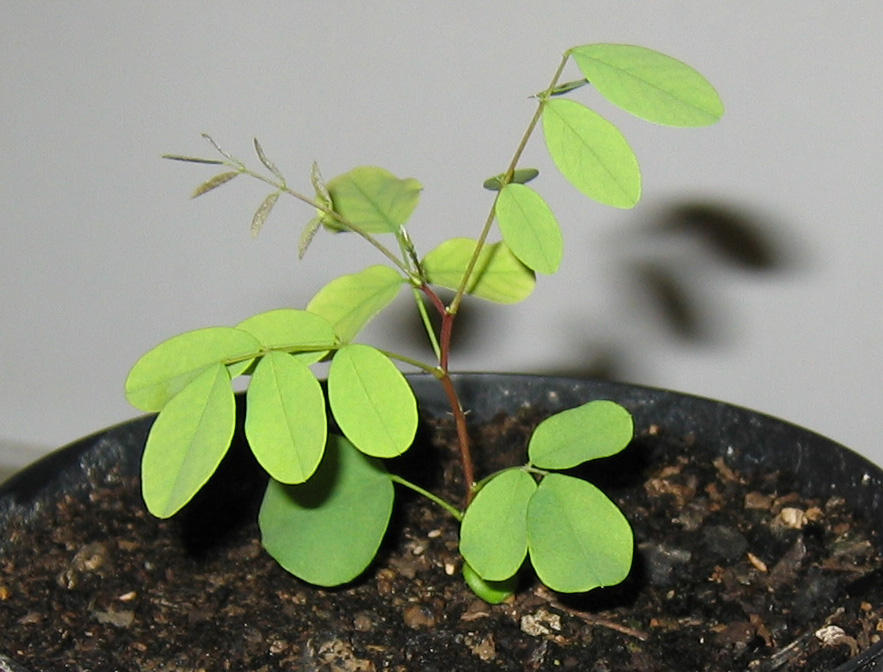
Piantina di robinia di un mese.

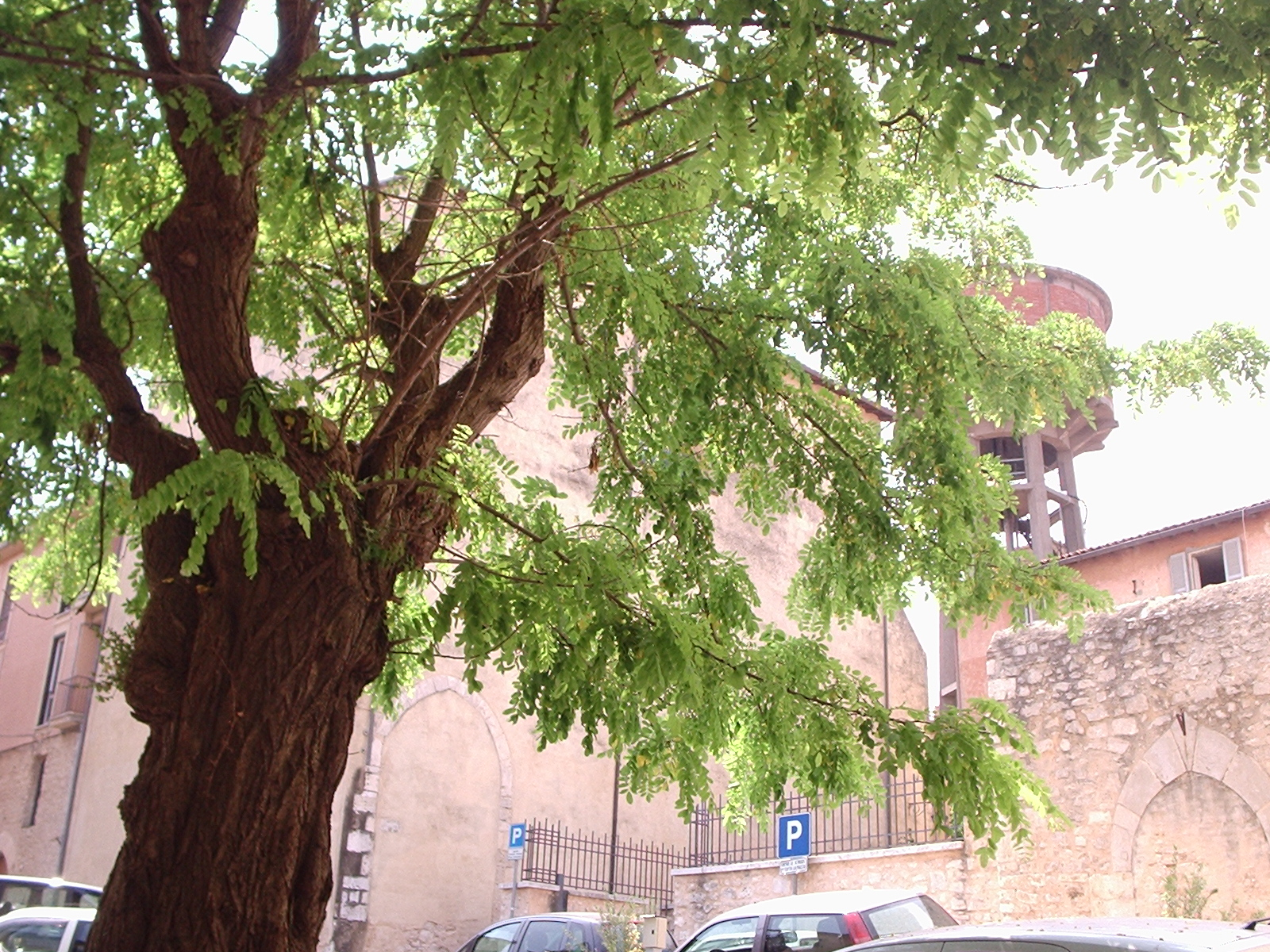
Robinia a Priverno

Questa specie si presta anche ad altri usi, elencati di seguito.
- Protezione dei terreni franosi: questa pianta è stata molto utilizzata lungo i terrapieni delle ferrovie e nelle scarpate instabili, a motivo della sua crescita veloce e del suo apparato radicale molto sviluppato, caratteristiche che le permettono di stabilizzare rapidamente i pendii evitando che franino.
- Legname: il legno è di colore giallo, ad anelli ben distinti, resistente all'umidità, duro e pesante (peso specifico 0,75). Per queste caratteristiche può efficacemente sostituire nell'uso i legni tropicali, con vantaggi per la bilancia commerciale; l'uso del legno di robinia al posto delle essenze esotiche consente inoltre di rallentare la deforestazione delle aree tropicali[26]. Per questi motivi alcune regioni italiane hanno finanziato progetti di valorizzazione delle colture legnose di robinia, ottenendo contributi dall'Unione europea[7]. Il legno viene usato per lavori di falegnameria pesante, per puntoni da miniera, per paleria (i tronchi lasciati in acqua per alcuni mesi in autunno e inverno acquisiscono una particolare tenacia), per mobili da esterno e per parquet. In Lombardia risulta essere la specie più tagliata nei boschi.
- Ottimo combustibile: è utilizzabile anche il legno non stagionato e la ramaglia (quest'ultima nei forni da pane)[27].
- Miglioratrice del terreno: come tutte le leguminose, la robinia è una pianta che si avvale dei benefici dell'azotofissazione simbiontica, che va a vantaggio delle specie di alberi consociati di pregio, come il noce, il ciliegio, la farnia e il frassino[27].
- Frittelle di fiori d'acacia: I fiori sono commestibili e in molte regioni italiane vengono consumati fritti in pastella dolce; conferiscono alla frittella un profumo soave e un sapore particolarmente squisito. Quest'uso è diffuso, ad esempio, nelle campagne del Veneto (dove è anche nota con diversi nomi dialettali: cassia, gazìa, gadhìa, robina), della Toscana (dov'è nota come "cascia"), nell'entroterra savonese (dove è conosciuta come gaggia), in Romagna[28][29] e di altre regioni,  I fusti e le foglie contengono una sostanza tossica per alcuni animali, ma non per l'uomo[27]. Altri animali, come le capre, ne sono ghiotte e se ne cibano senza alcuna conseguenza negativa[30].
- la robinia era la pianta prediletta da Alessandro Manzoni.[31]

## La robinia come specie invasiva
Come già ricordato, a volte la robinia si comporta come specie invasiva. Un esempio in tal senso sono vaste aree della pianura Padana, dove spesso essa ha sostituito i pioppi e i salici autoctoni che crescevano lungo le rive dei fiumi. Come detto, i boschi di robinia impediscono la crescita al loro interno di molti tipi di flora e funghi del sottobosco, che crescerebbero invece in foreste costituite da altri alberi autoctoni come querce, faggi, castani ecc. Possono dunque comportare una diminuzione della biodiversità.
Una volta appurato che in un particolare ambiente la presenza della robinia rappresenti un effettivo elemento di disturbo per la vegetazione autoctona, si pone il problema del controllo della sua diffusione. Per ridurre la sua presenza all'interno dei boschi nei quali si è insediata, è vantaggioso intervenire su piante invecchiate, in quanto la relativamente modesta longevità della specie determina un deperimento relativamente precoce.
È importante ricordare che, in ambienti naturali integri, la robinia non si comporta come specie invasiva, come quando la sua presenza rimane limitata ai bordi delle strade e ai viali e ai giardini dove è stata appositamente piantata e quando non si diffonde nei boschi. In questi casi, a trecentocinquant'anni dalla sua introduzione, può ormai essere considerata come parte integrante della flora italiana ed è da considerarsi alla stregua di altri alberi introdotti nei secoli passati e poi acclimatatisi, apprezzabili per le loro qualità; intraprendere una lotta contro essa in queste situazioni non avrebbe senso. Autorevoli personaggi del mondo ambientale come Fulco Pratesi e Giorgio Nebbia hanno dichiarato che la lotta indiscriminata contro la robinia è una pratica insensata e che gli eventuali interventi vanno valutati caso per caso.
In Lombardia ci si sta orientando verso una gestione della sua presenza, considerandone sia i problemi, sia gli aspetti positivi, come per qualsiasi altra specie.

## Il nome
Come già si è detto, è stato Linneo a dare nome all'albero; egli come nome del genere coniò il termine "Robinia" per ricordare il botanico Jean Robin che ne portò il seme in Europa e lo fece germinare a Parigi, introducendo la specie in Europa. Come nome specifico Linneo compose il termine "pseudoacacia", dal prefisso pseudo ("simile esteriormente a") ed "acacia", che è il termine scientifico con cui si indica il genere delle piante comunemente chiamate mimose; "pseudoacacia" significa quindi "simile alla mimosa". La somiglianza sottolineata da Linneo è relativa alle foglie.
Data la possibilità di confusione, si riassume nel prospetto riportato sotto l'uso dei termini acacia, robinia e mimosa , in italiano e in latino scientifico.
| Nome scientifico                                                                   | Nome comune in italiano | Immagine |
| ---------------------------------------------------------------------------------- | ----------------------- | -------- |
| Robinia pseudoacacia                                                               | robinia o acacia        |          |
| Acacia dealbata e specie Acacia farnesiana (coltivate anche in Italia per i fiori) | mimosa                  |          |
| specie tropicali del genere Acacia                                                 | acacie tropicali        |          |
| Mimosa pudica                                                                      | sensitiva               |          |

A volte la Robinia pseudoacacia è indicata anche con il nome comune di "gaggìa", che è usato anche per altri alberi, in particolare: l'Acacia farnesiana (semplicemente gaggìa) e l'Albizia julibrissin (gaggìa di Costantinopoli).